# Born Again (The Notorious B.I.G.)
Born Again è il secondo album postumo del rapper statunitense The Notorious B.I.G., pubblicato dalla Bad Boy Records il 7 dicembre 1999.
La pubblicazione non è avvenuta a seguito della volontà espressa da Biggie prima della morte, il disco infatti è in gran parte una raccolta di versi già registrati ed inediti, con nuove produzioni e ospiti. Assieme ai più frequenti collaboratori del rapper come P. Diddy, Lil' Kim e Junior M.A.F.I.A., l'album contiene apparizioni di Nas, Ice Cube, Eminem, Mobb Deep, Method Man, Redman, Beanie Sigel, Too $hort, Snoop Dogg e gli Hot Boys. L'album non ha ricevuto critiche positive, soprattutto per l'impressione di essere un'operazione meramente commerciale con materiale che lo stesso Biggie aveva preferito non pubblicare in vita o nell'album postumo Life After Death da lui concepito.

## Tracce
1. Born Again (Intro) – 1:28 (Harve "Joe Hooker" Pierre, J Dub)
2. Notorious B.I.G. (feat. Lil' Kim & Puff Daddy) – 3:11 (Daven "Prestige" Vanderpool)
3. Dead Wrong (feat. Eminem) – 4:57 (Chucky Thompson, Mario Winans)
4. Hope You Niggas Sleep (feat. Cash Money Millionaires) – 4:10 (Mannie Fresh)
5. Dangerous MC's (feat. Mark Curry, Snoop Dogg & Busta Rhymes) – 5:15 (Nottz)
6. Biggie (feat. Junior M.A.F.I.A.) – 5:22 (Nashiem Myrick)
7. Niggas – 3:48 (Mario Winans, Clemont Mack, Ramahn Herbert)
8. Big Booty Hoes (feat. Too $hort) – 3:27 (Daven "Prestige" Vanderpool)
9. Would You Die for Me (feat. Lil’ Kim & Puff Daddy) – 3:36 (Daven "Prestige" Vanderpool)
10. Come On (feat. Sadat X) – 4:37 (DJ Clark Kent)
11. Rap Phenomenon (feat. Method Man & Redman) – 4:02 (DJ Premier)
12. Let Me Get Down (feat. G-Dep, Craig Mack & Missy Elliott) – 4:33 (D-Dot)
13. Tonight (feat. Mobb Deep & Joe Hooker) – 6:08 (Cornbread)
14. If I Should Die Before I Wake (feat. Black Rob, Ice Cube & Beanie Sigel) – 4:51 (Henri Charlemagne, Coptic, D-Dot)
15. Who Shot Ya? (Radio Edit) – 3:48 (Nashiem Myrick)
16. Can I Get Witcha (feat. Lil' Cease) – 3:36 (Chucky Thompson)
17. I Really Want to Show You (feat. Nas & K-Ci & JoJo) – 5:09 (Andreao "Fanatic" Heard)
18. Ms. Wallace (Outro) – 3:18 (Harve Pierre, Voletta Wallace)

## Campionamenti
Notorious B.I.G.
- "Notorious" di Duran Duran

Dead Wrong
- "I'm Glad You're Mine" di Al Green

Biggie
- "Hang Your Head in Shame" di New York City

Big Booty Hoes
- "Crab Apple" di Idris Muhammad
- "Bust a Nut" di Luke

Come On
- "For Mama" di Doc Severinson

Rap Phenomenon
- "Keep Your Hands High" di Tracey Lee
- "Ten Crack Comandments" di The Notorious B.I.G.
- "Kick in The Door" di The Notorious B.I.G.
- "The What" di The Notorious B.I.G. ft. Method Man

Let Me Get Down
- "Love Serenade" di Barry White

Tonight
- "Just Say Just Say" di Marvin Gaye e Diana Ross

Who Shot Ya
- "I'm Afraid the Masquerade Is Over" di David Porter

Can I Get Witcha
- "Livin' It Up (Friday Night)" di Bell & James

I Really Want To Show You
- "Charisma" di Tom Browne

## Classifiche

### Classifiche settimanali
| Classifica (1999) | Posizione massima |
| ----------------- | ----------------- |
| Canada            | 14                |
| Germania          | 47                |
| Paesi Bassi       | 82                |
| Regno Unito       | 70                |
| Stati Uniti       | 1                 |

### Classifiche di fine anno
| Classifica (2000) | Posizione |
| ----------------- | --------- |
| Stati Uniti       | 45        |